# Гридин, Николай Степанович
Никола́й Степа́нович Гри́дин (18 декабря 1905 — 15 апреля 2004) — советский государственный и партийный деятель, работал в партийных органах РСФСР и Литовской ССР.

## Биография
Вступил в ВКП(б). Состоял в Литовской Коммунистической партии. 5-9 февраля 1941 года стал одним из 47 членов ЦК КПЛ и 11 членов Бюро ЦК КПЛ и был избран секретарем ЦК КПЛ по кадрам (до декабря 1944 года), позже был 3-м секретарём ЦК КПЛ.
В 1947 году переведён из Литвы, работал 2-м секретарем Архангельского областного комитета ВКП(б), в 1957-1962 годах — председателем Томского экономико-административного района Совета народного хозяйства. Позже работал в лесной отрасли, заместитель министра лесной промышленности СССР по кадрам.
В 2003 году указом президента Владимира Путина Николай Степанович до конца жизни получил дополнительные пенсионные выплаты как бывший заместитель министра СССР.